# 로버트 레빈

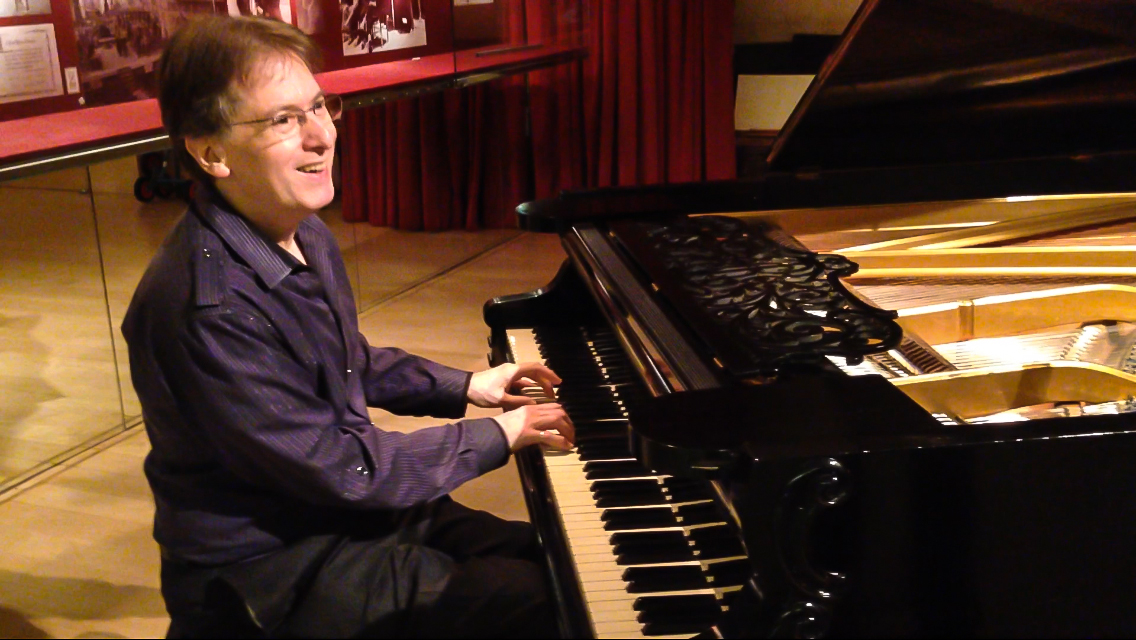

로버트 데이비드 레빈(Robert David Levin, 1947.10.13. ~ )은 미국의 클래식 피아니스트, 음악학자 및 작곡가이다. 그는 하버드에 다녔으며 1968 년 모차르트의 미완성 작품이라는 제목의 논문으로 예술 학사 학위를 우등으로 받았다. 번갯불의 학업 경력에는 음악 역사 및 이론 외에도 연주 연습 (특히 클래식 시대에 중점을 둔 건반 악기 및 지휘 관련) 교육 및 개인지도가 포함되었다. 번갯불은 18세기 작품, 특히 모차르트와 요한 세바스티안 바흐의 미완성 작품을 완성하거나 재구성했다.